# Leptotila jamaicensis
La paloma montaraz jamaicana, paloma montaraz jamaiquina, tórtola caribeña o  paloma caribeña (Leptotila jamaicensis)  es una especie de ave columbiforme perteneciente a la familia Columbidae.

## Distribución y hábitat
Se encuentra en  Islas Caimán, Colombia, Honduras, Jamaica y México. Ha sido introducido en las Bahamas. Su hábitat natural son los bosques húmedos y pantanosos de las tierras bajas subtropicales o tropicales y los bosques antiguos degradados.

## Subespecies
- Leptotila jamaicensis gaumeri
- Leptotila jamaicensis collaris
- Leptotila jamaicensis jamaicensis
- Leptotila jamaicensis neoxena